# Hilary McKay
Hilary McKay (* 12. Juni 1959 in Boston (Lincolnshire)) ist eine britische Schriftstellerin.
Sie wurde als älteste von vier Schwestern geboren und studierte Botanik, Zoologie, Englisch sowie Psychologie und versuchte sich in verschiedenen Berufen, bevor sie zu schreiben begann. Vier verrückte Schwestern, ihr erstes Buch, wurde in Großbritannien 1992 mit einem Guardian Children’s Fiction Prize ausgezeichnet. Danach veröffentlichte sie noch zahlreiche weitere Kinderbücher. The Skylarks’ War wurde 2018 mit dem Costa Book Award in der Kategorie „Children’s Book“ ausgezeichnet.
Der deutsche Regisseur Thomas Draeger adaptierte 1998 ihr Kinderbuch Ein Hund namens Freitag zum gleichnamigen Fernsehfilm.

## Werke
- Vier verrückte Schwestern
- Vier verrückte Schwestern und ein Freund in Afrika
- Vier verrückte Schwestern voll verknallt
- Engel verzweifelt gesucht
- Das muss unser Glückstag sein
- Ein Gefühl wie beim Fliegen
- Eine Rose zum Frühstück
- Alles Glück dieser Welt
- Alles Zufall, oder was?
- Die Bernsteinkatze.
- Warum habt ihr nichts gesagt?
- Villa Paradies. Der Zauber im Spiegel
- Ein Hund namens Freitag
- Schokopuddingschule, Der Geburtstagswunsch
- Schokopuddingschule, Der Geisterwelt-Express
- Ein Gefühl wie beim Fliegen